# Tramatza
Tramatza (sardinski: Tramàtza) je grad i općina (comune) u pokrajini Oristanu u regiji Sardiniji, Italija. Nalazi se na nadmorskoj visini od 19 metara i ima 977 stanovnika.
 Prostire se na 16,8 km². Gustoća naseljenosti je 58 st/km².
Susjedne općine su: Bauladu, Milis, San Vero Milis, Siamaggiore, Solarussa i Zeddiani.